# RPM Racing
RPM Racing (abbreviazione di Radical Psycho Machine Racing) è un videogioco di guida creato dalla Silicon & Synapse (ora conosciuta come Blizzard Entertainment) sotto contratto dalla Interplay Entertainment e pubblicato da Interplay.
RPM fu uno dei primi giochi dello SNES sviluppato in alta risoluzione che permetteva dettagli più nitidi ma meno colori. Per questo motivo il sequel di RPM (RPMII che fu in seguito rinominato Rock N' Roll Racing) fu sviluppato in bassa risoluzione permettendo la visualizzazione di più colori e dettagli grafici.

## Modalità di gioco
Nel gioco si può partecipare a un campionato, gareggiare in corse singole e inoltre creare il proprio circuito. Le corse possono essere dritte e ovali come la NASCAR, piatte e con molte curve come la Formula Uno o collinose e imprevedibili come una corsa di Monster Truck. Il vincitore guadagna denaro e una possibilità di scrivere il proprio nome per il miglior tempo.